# BBC News

Het huidige logo van BBC News

BBC News is de merknaam van de journalistieke programma's van de radio- en televisiezenders van de BBC. Het is hiermee een van haar grootste afdelingen. BBC News verzorgt naast bulletins op BBC One ook andere programma's op andere BBC-zenders en heeft daarnaast twee eigen tv-stations: BBC World News en het BBC News Channel. De bulletins op BBC One en BBC World zijn in Nederland en België via de kabel te ontvangen. Daarnaast is BBC News verantwoordelijk voor de nieuws-output op BBC-radiozenders en op de website van de BBC.

## Programma's
BBC News produceert een brede waaier aan programma's voor radio en tv, waarvan het "BBC News" op BBC One waarschijnlijk het bekendste en meest transparante is. Voorts komen ook BBC Breakfast (BBC One), Newsnight (BBC Two), The Andrew Marr Show (BBC One), Hardtalk (BBC News en BBC World News) en Fastrack (BBC News 24 en BBC World) van BBC News, naast nog andere programma's. Het belangrijkste radioprogramma van BBC News is Radio 1 Newsbeat.

### Nieuwsbulletins op BBC One
Tussen 2 mei 2006 en maart 2013 kwam een groot deel van de uitzendingen van BBC News uit een grote nieuwe studio in het Television Centre in Londen. De studio bestond uit grote Barco-schermen die bij ieder programma een ander decor toonden. Sinds maart 2013 huist de BBC in het New Broadcasting House (N.B.H) in West-Londen.
Gedurende de dag zijn er korte nieuwsupdates. Die zijn niet terug te vinden in de tv-gidsen, alleen het middagbulletin van 15.20 uur (Britse tijd) wordt soms aangeduid. Er zijn langere nieuwsuitzendingen om 13.00 uur, 18.00 uur en 22.00 uur.

#### News at One

Logo van BBC News (2008-2019)

Het eenuurjournaal van de BBC wordt van maandag tot donderdag gepresenteerd door Sophie Raworth en op vrijdag door Kate Silverton of Jane Hill. Het programma duurt ongeveer een half uur. De uitzending begint met de headlines en meestal worden die aangekondigd met "Good afternoon, the headlines this lunchtime". Er zit ook een aankondiging van het regionale nieuws. In Nederland en België is dit de facto het nieuws van BBC London. Het regionale nieuws volgt aansluitend op het journaal. Aan het einde van het bulletin is er een weerbericht vanuit de nieuwsstudio.
Het toenmalige 1 O'Clock News werd voor het eerst uitgezonden op 27 oktober 1986 en verving het gelijkwaardige "News after noon" (met Richard Whitmore en Moira Stuart) dat altijd om 12.30 uur werd uitgezonden. Martyn Lewis, afkomstig van ITN, was de eerste "anchor" en werd later opgevolgd door Michael Buerk, die toen als correspondent uit Zuid-Afrika terugkeerde in de presentatie-rol. De introductie van de One O'Clock News viel samen met de introductie van dagprogrammering op BBC1 en BBC2 en had toen een hele eigen identiteit. Sinds 1993 hebben alle nieuwsbulletins een gelijkaardig decor. Het achtergronddecor van News at One was lange tijd een skyline van Londen in een lichtblauwe kleur. Nu is op de achtergrond de redactie te zien.

#### News at Six
Om 18.00 uur wordt het best bekeken nieuwsbulletin van Groot-Brittannië uitgezonden. Het wordt van maandag tot donderdag gepresenteerd door George Alagiah  en door Fiona Bruce op vrijdag. Sinds Natasha Kaplinsky is vertrokken naar Five News van Channel Five wordt het bulletin door één presentator gepresenteerd. De opzet van dit bulletin lijkt op die van News at One. De focus ligt echter op binnenlands nieuws en dit wordt gekenmerkt door "Special Reports" vanuit het land. Ook in dit bulletin zit een weerbericht vanuit de nieuwsstudio. Om 18.30 uur wordt het programma overgedragen aan de regio's, wat betekent dat in Nederland en België dan het vlaggenschip van BBC London News te zien is, gepresenteerd door Riz Lateef. Na het regionale nieuws wordt er nog een keer teruggekeerd naar de grote nieuwsstudio voor een samenvatting van het nationale nieuws.
Het News at Six, toen nog het 6 O'Clock News genoemd, ontstond in 1984 als opvolger van het impopulaire BBC Sixty Minutes dat nog geen jaar stand hield. Het schreef geschiedenis door de uitzending die Bob Geldof inspireerde om Band Aid op te richten. Ook het decor van het News at Six toonde lang een skyline van Londen. Alleen de blauwe kleur was een aantal tinten donkerder. Gedurende de zomertijd wordt het bulletin uitgezonden als het buiten nog licht is en dan was de blauwe kleur weer lichter dan gedurende de wintertijd. Ook bij deze uitzending is tegenwoordig op de achtergrond de redactie te zien.

#### News at Ten
Huw Edwards, hoofdanker van BBC News, presenteerde om 22.00 uur (Britse tijd) The Ten. Dit programma is het vlaggenschip van BBC News en focust op buitenlands nieuws en het belangrijkste nieuws van de dag. Verslaggevers die gedurende de dag op locatie hebben gewerkt, werden door Edwards in de studio aan de tand gevoeld. Edwards werd op vrijdag vervangen door Fiona Bruce. Er is geen weerbericht vanuit de nieuwsstudio. Aansluitend op het bulletin is er een uitgebreid weerbericht. Er is een ongeveer tien minuten durend bulletin met regionaal nieuws. Buiten het Verenigd Koninkrijk wordt dan het BBC London News uitgezonden.
News at Ten is sinds 2002 de opvolger van het Nine O'Clock News, nadat dit laatste programma op controversiële wijze een uur was verschoven. Op die manier kon de BBC meer drama en comedy op primetime uitzenden. Ook was het zo dat ITV haar ITN News at Ten had opgeheven, zodat de BBC ook op ITV-kijkers kon rekenen.

#### Weekends en feestdagen
Traditioneel heeft de BBC op weekends en feestdagen een geheel andere programmering en is er minder plaats voor nieuws. Derhalve worden de bulletins verkort en worden ze op andere tijden uitgezonden. Deze bulletins worden meestal gepresenteerd door Mishal Hussain of Kate Silverton, of een van de presentatoren van het BBC News Channel, het kanaal van de BBC dat de klok rond nieuws uitzendt.

#### Leader en muzikaal thema
BBC News heeft een herkenbare leader die al sinds jaar en dag te horen is. De muziek werd gecomponeerd door David Lowe. Tijdens de grote nieuwsuitzendingen op BBC One verschijnt de tijd van de uitzending in de leader, waarna via de redactie naar de studio gezoomd wordt. Tijdens kortere nieuwuitzendingen en op BBC News Channel en BBC World News is de leader iets korter en wordt geen tijd getoond, ook wordt er dan niet op de redactie ingezoomd. Bij die uitzendingen is er wel een zogenoemde 'Countdown', daarin wordt afgeteld naar het begin van het nieuwsbulletin en zijn correspondenten van over de hele wereld te zien.

### BBC World News
De programmering op BBC World News (voor 21 april 2008: BBC World) wordt volledig verzorgd door BBC News. Het kanaal is in zijn huidige vorm ontstaan in 1996, voordien zond het alleen nieuwsbulletins uit en daarvoor deelde het haar programmering met het huidige BBC Prime.

#### Nieuwsbulletins op BBC World News
Ieder uur is er een nieuwsbulletin op BBC World News dat gebracht wordt vanuit de BBC World News-studio in Londen in het New Broadcasting House.  Deze bulletins worden door een groot carrousel van presentatoren gepresenteerd, ieder op zijn vaste uitzendtijden. Ze duren meestal een half uur, maar worden gedurende de uitzending een of twee keer onderbroken voor een reclameblok. Er zijn ook bulletins die maar tien minuten duren. In de langere bulletins zit soms een blokje met sportnieuws, door een aparte presentator en soms een blokje met economisch nieuws, ook door een aparte presentator. De muziek en leader lijken sterk op die van het BBC News op BBC One, maar verschillen subtiel van elkaar.

#### Nieuwslezers op het BBC News Channel
- Matthew Amroliwala
- Ben Brown
- Martine Croxall
- Gavin Esler
- Joanna Gosling
- Jane Hill
- Sophie Long
- Emily Maitlis
- Simon McCoy
- Annita McVeigh
- Clive Myrie
- Julian Worricker
- Huw Edwards

## Internet
BBC News Online is de nieuwswebsite van de BBC, gelanceerd in november 1997. Het is een van de populairste nieuwswebsites in het VK, en trekt ook wereldwijd miljoenen lezers. De website levert naast internationaal nieuws ook ontspanning, sport, wetenschap, en technisch en zakelijk nieuws. Sedert 2010 zijn hiervoor ook mobiele apps beschikbaar voor Android, iOS en Windows Phone.
In oktober 2019 lanceerde BBC News Online via een mirror een kopie van haar nieuwssite op het dark web anonieme Tor-netwerk met de bedoeling toegankelijk te blijven in landen met censuur.